# Лисивець Анастасія Іванівна
Анастасія Іванівна Лисивець (нар. 1922, Березань, Переяславський повіт, Київська губернія, Українська РСР, СРСР — пом. 2011, Україна) — шкільна вчителька, найбільш відома як свідок та авторка спогадів про Голодомор 1932—1933 років.

## Біографія
Народилася наприкінці 1922 року в селі Березань на Київщині в селянській родині Івана Григоровича і Оксани Никифорівни Лисивців. Окрім батьків мала й інших родичів, сестру Галину та братів Миколу і Василя. Під час колективізації Іван Лисивець одним з перших вступив до колгоспу, проте після хвороби і смерті недоглянутої колгосптної худоби забрав її назад. 
Згодом колгоспом, який раніше покинув батько Анастасії, було відібрано поле Лисивців. Влітку 1932 року сільські активісти забрали у Лисивців корову та кобилу, а згодом батька було заарештовано на 20 діб за непокору владі. Навчаючись у школі, під час Голодомору 1932—1933 років втратила майже всю сім'ю: батьків, молодших сестру і брата, а також тіток і дядьків. 
Під час Другої світової війни була вивезена на примусові роботи в Німеччину, до Дрездена, звідки втікла до Праги, де і застала кінець війни. Після повернення в Україну у 1947 році пройшла фільтрацію НКВС і вступила до Київського університету. 
З 1950-х років працювала вчителькою української мови та літератури в селі Куянівка Білопільського району Сумської області. Протягом 1970—1980-х років написала спогади про Голодомор та Другу світову війну, видані вже після розпаду Радянського Союзу. 

### Родина
- Чоловік — Геннадій Білоцерківець, вчитель української мови та літератури.
- Донька — Наталка Білоцерківець, українська поетеса і перекладачка.
- Зять — Микола Рябчук — культуролог, журналіст.
- Онука — Анастасія Рябчук — соціологиня.
- Онук — Юрій Рябчук — музикант.

## Видання
Після публікації своїх споминів на початку 1990-х років у періодичних виданнях Київщини та Сумщини та часописі «Вітчизна», у 1993 році зусиллями видавництва «Веселка» вийшла друком повість для середнього та старшого шкільного віку «Скажи про щасливе життя...». Згодом повість була перекладена та видана в Румунії та Франції, а у 2021 році її видано англійською за перекладом Олександра Мотиля.
У 2008 році в історичній серії видавництва «К.І.С.» спогади вийшли доповненим виданням «Спомини. Великий голод. Велика війна», що також включав в себе спомини Анастасії Лисивець про Другу світову війну.
У 2019 році «Скажи про щасливе життя...» надруковано у київському видавництві «К.І.С.» зі статтями Наталки Білоцерківець, Віталія Огієнка і Миколи Рябчука.